# Oscar Eduardo Juárez
Oscar Eduardo Juárez  más conocido como Pájaro Juárez (Jujuy, Argentina, 9 de mayo de 1961) es un exfutbolista y entrenador argentino nacionalizado colombiano. Jugaba como delantero.  Recordado por la afición de Millonarios como referente en la década de los 80', en la actualidad no dirige a ningún club.

## Legado deportivo
Su hermano es el exfutbolista y actual entrenador Daniel Juárez. Su sobrino Daniel "Pajarito" Juárez actualmente juega para Unión de Santa Fe.

## Jugador

### Inicios
Juárez se marchó de su natal Jujuy a Tucumán para estudiar en la universidad, allí jugó para el Club San Pablo y gracias a un compañero va a San Lorenzo de Alem, después retorna a Tucumán jugando para Concepción y San Martín en este último milita entre 1983 y estuvo hasta 1985 cuando es contratado desde territorio colombiano por Millonarios.

### Millonarios
Para el año 1985 estaban presentes los directivos del Millonarios de Colombia quienes habían viajado expresamente a territorio argentino para observar el clásico de Tucumán entre San Martín y el Atlético ya que tenían pensado comprar los derechos deportivos de Antonio Apud y Raúl Aredes. Aunque ese día el 'Pájaro' Juárez logró anotar el gol de la victoria y tras descrestar con su nivel deciden comprarlo a él y no a los jugadores que habían ido a ver.
Ya en 1986 contratado por Millonarios tuvo la difícil tarea de reemplazar al "Búfalo de San Luis" Juan Gilberto Funes. Sus dos primeros goles se los anotó al Cristal Caldas en el Estadio Palogrande de la ciudad de Manizales, en su primera temporada disputó 50 partidos con siendo el jugador que más partidos disputase en ese torneo.

“¿Cómo me van a cambiar a un Búfalo (Juan Gilberto Funes) por un Pájaro?". Anécdota de Guillermo Ruiz Bonilla sobre las declaraciones que dio el entrenador Eduardo Julián Retat a la junta directiva de Millonarios ante la llega de Juárez al club en 1986.

Comandó el ataque azul junto a Arnoldo Iguarán y la "gambeta" Estrada. Se consagró campeón de la estrella 12 y 13. Entre 1986 y 1991 disputó 209 partidos y convirtió 78 goles ( (74) en Liga y (4) Libertadores) dejando su nombre en las páginas doradas del club capitalino.

### Deportivo Cali
En 1992, tras problemas de índole económica de los nuevos propietarios de Millonarios sale despedido del club, llegando al Deportivo Cali, donde es dirigido por el entrenador peruano, Compani. Allí está solamente un semestre ya que el equipo azucarero no hace uso de su opción de compra. Su primer gol, se convierte curiosamente a Millonarios y al momento de celebrar fue corriendo hasta el palco en donde se encontraba el directivo que provocó su salida de la institución y se lo dedica. En su efímero paso en Cali hizo 4 goles en 24 partidos.

### San Martín
En el segundo semestre de 1992 regresa a la Argentina luego de 6 años jugando en Colombia, fichando en el Torneo Apertura 1992 con San Martín de Tucumán. Juárez tiene un gran torneo anotándole una tripleta a Gimnasia LP y de a un tanto a Argentinos Juniors y Deportivo Mandiyú.

### Independiente Medellín
Por petición directa del entrenador Chiqui García regresa a Colombia en 1993, fichando con el Deportivo Independiente Medellín, con el equipo antioqueño en dos temporadas disputa 73 partidos y convierte 13 goles.

### Cúcuta Deportivo y Atlético Huila
En el Cúcuta Deportivo juega en la segunda división y se consagra campeón. Ya sin jugar mucho y hasta habiéndose retirado parcialmente para la temporada 1997 llega a territorio opita fichando con el Atlético Huila pero allí solo juega 2 partidos y se retira definitivamente.

## En la dirección técnica
Empieza su etapa como entrenador en 1997 en las inferiores del Cúcuta Deportivo donde dirigió al equipo profesional un partido en calidad de interino.
A inicios del siglo XXI tras vivir durante más de una década en Colombia regreso a la su natal Argentina donde realizó el curso de la Asociación de Técnicos de Fútbol Argentino al graduarse dirigió equipos del Torneo Argentino "A" y el Torneo Argentino "B" (sexta y séptima división del fútbol Argentino en ese momento).
Tras culminar su contrato con el Atlético Talleres donde estuvo dirigiendo al equipo profesional 6 años, el Pájaro regresa a Colombia para el partido homenaje a Arnoldo Iguaran en 2009 después del partido se vincula al Boyacá Chicó por medio de Eduardo Pimentel, estando un par de meses a cargo de las inferiores.
En febrero de 2010 llega a dirigir al Juventud Girardot en reemplazo de Arturo Leyva. Meses después hasta y 2016 fue el coordinador de las inferiores del Real Cartagena. Aunque estuvo 4 meses en 2012 dirigiendo al plantel profesional del Atlético Talleres donde se llevó al club jujeño a los colombianos Mauricio Arquez y Ronny Bello.
Al equipo profesional del Real Cartagena lo dirigió como interino un partido con derrota 0-3 en 2015 frente al América de Cali tras la renuncia de Jhon Jairo López.

## Clubes

### Como jugador
| Club                                          | Temporada | Div. | Liga        | Liga        | Copa Libertadores | Copa Libertadores | Total | Total |
| Club                                          | Temporada | Div. | PJ.         | Goles       | PJ.               | Goles             | PJ.   | Goles |
| --------------------------------------------- | --------- | ---- | ----------- | ----------- | ----------------- | ----------------- | ----- | ----- |
| San Lorenzo de Alem Argentina                 | 1981      | 6.ª  | Desconocido | Desconocido | Inexequible       | Inexequible       | 0     | 0     |
| Concepción Argentina                          | 1982      | 6.ª  | Desconocido | Desconocido | Inexequible       | Inexequible       | 0     | 0     |
| San Martín de Tucumán Argentina               | 1983-86   | 6.ª  | Desconocido | Desconocido | Inexequible       | Inexequible       | 0     | 0     |
| Millonarios · Colombia                        | 1986-91   | 1.ª  | 209         | 74          | 15                | 4                 | 224   | 78    |
| Deportivo Cali · Colombia                     | 1992      | 1.ª  | 24          | 4           | Inexequible       | Inexequible       | 24    | 4     |
| San Martín de Tucumán Argentina               | 1992      | 1.ª  | 16          | 5           | Inexequible       | Inexequible       | 16    | 5     |
| Independiente Medellín · Colombia             | 1993-95   | 1.ª  | 73          | 13          | 8                 | 1                 | 81    | 14    |
| Cúcuta Deportivo · Colombia                   | 1995-96   | 2.ª  | 11          | 0           | Inexequible       | Inexequible       | 11    | 0     |
| Atlético Huila · Colombia                     | 1997      | 1.ª  | 2           | 0           | Inexequible       | Inexequible       | 2     | 0     |
| Total en su carrera!!335!!96!!23!!5!!358!!101 |           |      |             |             |                   |                   |       |       |

### Como asistente técnico
| Club           | País     | Año       | AT de:          |
| -------------- | -------- | --------- | --------------- |
| Real Cartagena | Colombia | 2011-2012 | Mario Vanemerak |

### Como entrenador
| Club               | País      | Año  |
| ------------------ | --------- | ---- |
| Atlético Talleres  | Argentina | 2002 |
| General Lavalle    | Argentina | 2005 |
| Altos Hornos Zapla | Argentina | 2007 |
| Atlético Talleres  | Argentina | 2008 |
| Juventud Girardot  | Colombia  | 2010 |
| Atlético Talleres  | Argentina | 2012 |

### Otros cargos
| Club             | País     | Año              | Rol                    |
| ---------------- | -------- | ---------------- | ---------------------- |
| Cúcuta Deportivo | Colombia | 1997             | Coordinador inferiores |
| Boyacá Chicó     | Colombia | 2009             | Coordinador inferiores |
| Real Cartagena   | Colombia | 2010 y 2013-2016 | Coordinador inferiores |

## Palmarés

### Como jugador
| Título           | Club             | País     | Año     |
| ---------------- | ---------------- | -------- | ------- |
| Primera División | Millonarios      | Colombia | 1987    |
| Primera División | Millonarios      | Colombia | 1988    |
| Primera B        | Cúcuta Deportivo | Colombia | 1995-96 |